# Lichaamsbeharing

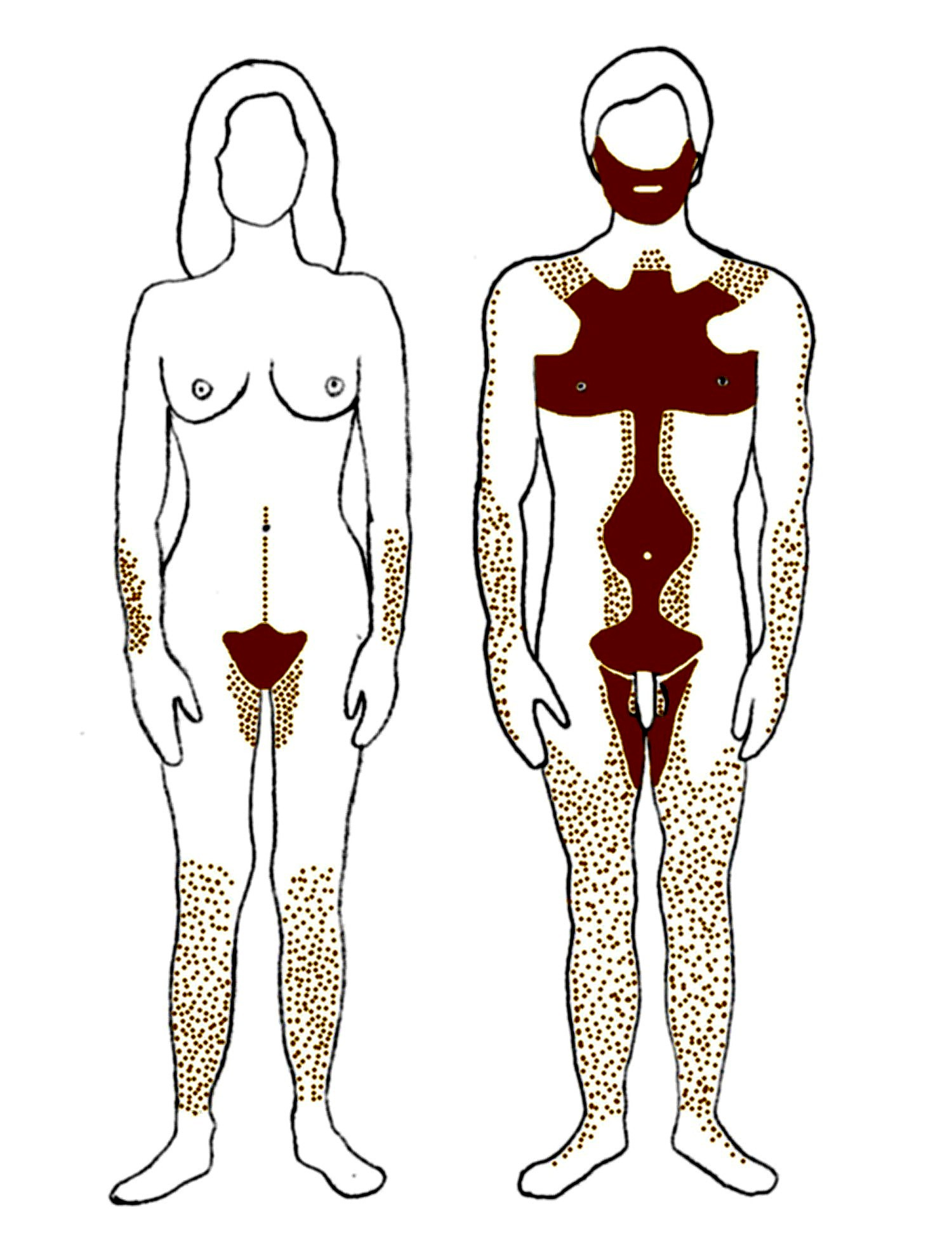
Terminaal haar bij een vrouw en een man. Er bestaan grote individuele verschillen.

Lichaamsbeharing is terminaal haar op het menselijk lichaam dat zich ontwikkelt in de puberteit en gedurende een onbepaalde periode daarna, in tegenstelling tot het hoofdhaar en het minder zichtbare vellushaar.
De medische term androgenisch haar verwijst naar het feit dat de groei van het haar afhangt van de hoeveelheid androgenen (de mannelijke hormonen) in ieder menselijk lichaam. Doordat mannen normaal gesproken een grotere hoeveelheid androgenen hebben, beschikken zij over meer lichaamsbeharing dan vrouwen. Lichaamsbeharing kan dan ook gezien worden als een seksueel dimorfisme; het is daarnaast een secundair geslachtskenmerk.
Vanaf de jeugdjaren bedekt vellushaar het gehele menselijk lichaam, afhankelijk van geslacht en ras, behalve op de volgende plekken: de lippen, het achterste gedeelte van het oor, de handpalmen, de voetzolen, enkele externe genitale plekken, de navel en littekenweefsel. De hoeveelheid haar (in haarzakjes per vierkante centimeter) varieert van mens tot mens.

## Ontwikkeling
Ieder menselijk lichaam is bedekt met vellushaar, een dun, kleurloos en nauwelijks zichtbaar soort haar. Door een stijgende hoeveelheid androgenen die tijdens de puberteit worden aangemaakt, verandert het vellushaar op sommige plekken in terminaal haar. Het volume neemt toe, de haren worden zwaarder en krijgen meer kleur. Wat er verandert en hoe deze veranderingen plaatsvinden, hangt, naast het geslacht, af van de genetische bepaling, de hormonale status en de leeftijd.

### Mannelijke lichaamsbeharing

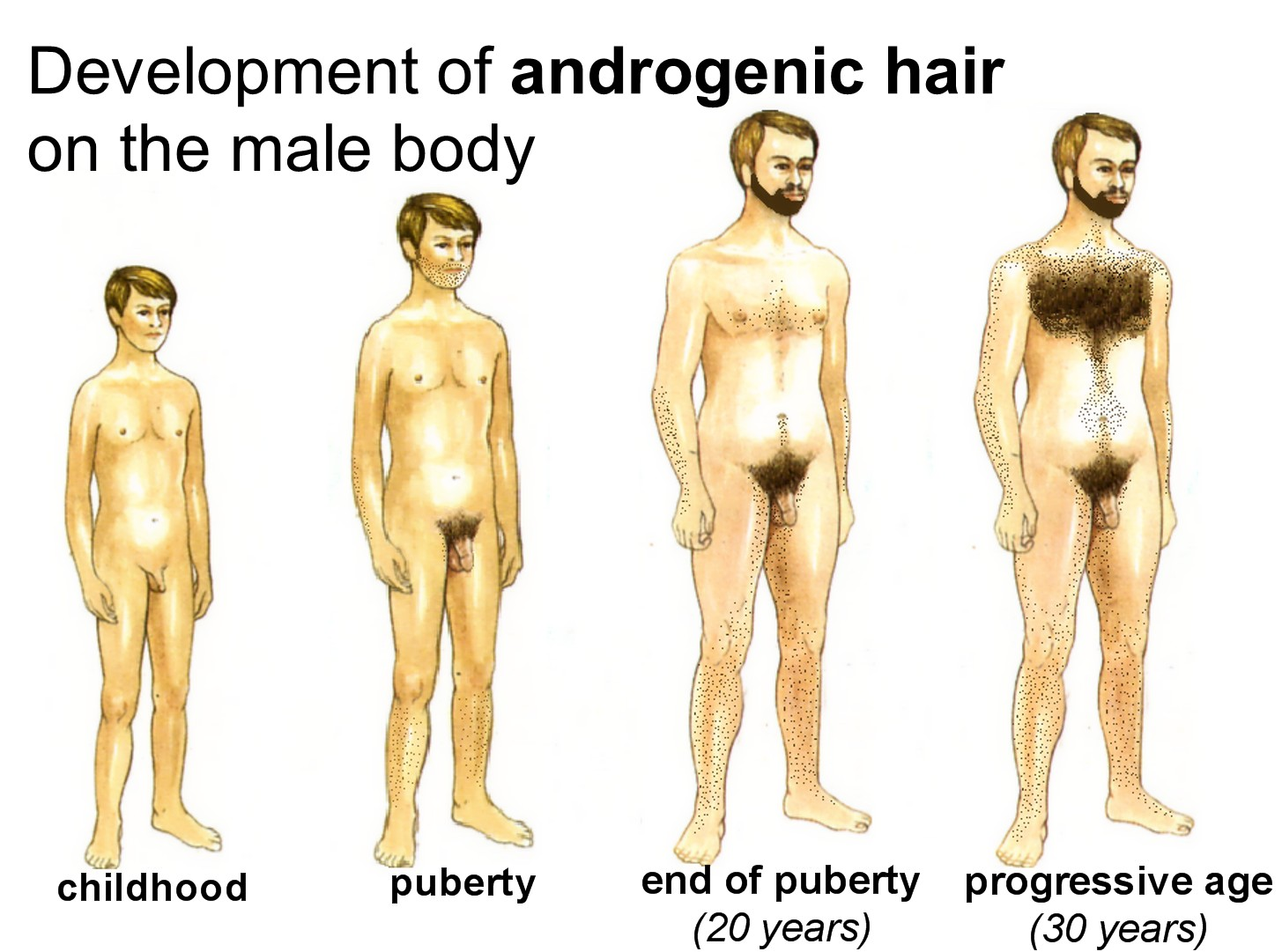
Ontwikkeling van lichaamsbeharing bij een man.

Het lichaam van de man is in vergelijking met dat van de vrouw met meer terminaal haar bedekt. Op verschillende plekken op het mannelijk lichaam ontwikkelt zich in de puberteit terminaal haar:
- Schaamhaar
- Okselhaar
- Buikhaar
- Borsthaar
- Gezichtshaar
- Haar op de ledematen (armhaar en beenhaar)
- Neushaar
- Oorhaar
- Sommige mannen ontwikkelen ook beharing op de schouders, in de nek en op de rug

De ontwikkeling van de mannelijke lichaamsbeharing begint aan het begin van de puberteit, maar zet zich ook daarna nog jaren door. Het is mogelijk dat het lichaam van een man tussen de 20 en 30 jaar behaard is op de borst, bovenarmen, schouders en rug, maar er zijn veel mannen die op geen van deze plekken haar hebben, of maar op enkele. Het is in ieder geval zo dat de lichaamsbeharing van een man aan het einde van de puberteit nog niet is volgroeid. Tot aan de zesde levensfase blijft het haar zich ontwikkelen, daar waar de ouderdom begint op te treden.

### Vrouwelijke lichaamsbeharing
Bij vrouwen ontwikkelt de volgende beharing zich tijdens de puberteit tot terminaal haar:
- Schaamhaar
- Okselhaar
- Haar op de ledematen (armhaar en beenhaar)

## Culturele aspecten
De acceptatie van lichaamsbeharing verschilt per cultuur. In sommige culturen laat men haar als geslachtskenmerk aan iedereen zien; in andere culturen mag alleen hoofdhaar zichtbaar zijn. Reeds vanaf de oudheid wordt lichaamshaar afgeschoren of korter geknipt. Naast mode-invloeden spelen daarbij hygiëne-overwegingen een rol. Verschillende parasieten zoals luizen leven in haren. Verder kan okselhaar de lichaamsgeur versterken. De islam schrijft zelfs voor oksel- en schaamhaar te verwijderen. Sinds het eind van de 20e eeuw neemt de lichaamsontharing in westerse culturen toe. Reclames over ontharingsproducten spelen in op deze trend.

## Sportieve aspecten
Van professionele wielrenners is bekend dat velen van hen de beenharen scheren. Dit zou een (psychologisch) effect op de prestaties kunnen hebben, maar ook de behandeling van verwondingen kunnen vergemakkelijken. Tevens blijven (stekende) insecten niet haken en koelt het lichaam bij regen minder af door natte haren.